# 2020年東京パラリンピックのソマリア選手団
2020年東京パラリンピックのソマリア選手団は、2021年8月24日から9月5日まで日本の東京で開催された2020年東京パラリンピックソマリア選手団の名簿。

## 選手団
- 人員: 選手 1人
- 開会式旗手: マフディ・オマル

## 種目別選手・スタッフ名簿及び成績

### 陸上
| 選手             | 種目           | 結果     | 順位 |
| ---------------- | -------------- | -------- | ---- |
| マフディ・オマル | 男子砲丸投 F57 | 5.97m PB | 15位 |